# Carnaval de Alost
El  Carnaval de Alost es un ritual que se realiza desde hace 600 años que se desarrolla cada año en Alost en Flandes Oriental, al norte de Bélgica. Dura tres días contando desde el domingo que precede a la cuaresma cristiana. El carnaval de Alost fue inscrito en 2010 en la lista representativa del Patrimonio Cultural Inmaterial de la Humanidad de la Unesco. Las representaciones ofensivas se han utilizado repetidamente durante el carnaval de Aalst desde su inscripción en la lista. A finales de 2019 la Unesco anunció que el carnaval ya no cumplía con sus criterios, por lo que decidieron eliminarlo de la lista representativa del patrimonio cultural inmaterial de la humanidad.

## Festividades
El carnaval está marcado por:
- La proclamación simbólica del Príncipe del Carnaval como alcalde de la ciudad de Alost.[1]
- Gigantes y cabezudos, entre los cuales «Bayard», el legendario caballo de Carlomagno.[1]
- El lanzamiento de caramelos en forma de cebollas.[3]
- una danza des escobas en la plaza del mercado central para expulsar a los fantasmas del invierno.[1]
- El día de la « Voil Jeanet» (Sucia Jeannette) un desfile de jóvenes travestidos en mujeres, con corsés, cochecitos de niño y paraguas rotos.[3]
- Y el ritual final en el que se quema la efigie del carnaval.[1]

## Racismo
En 2013, un tanque representó un carro similar a los utilizados para deportar a los judíos a los campos de exterminio durante el Holocausto. Los diseñadores de tanques desfilaron a su lado disfrazados de oficiales de las SS o judíos ortodoxos. En el vagón, un cartel mostraba a políticos flamencos vestidos de nazis y sosteniendo latas con Zyklon B, el pesticida a base de cianuro usado por los nazis para exterminar a los judíos en las cámaras de gas.
En 2019, otro carro mostraba caricaturas de judíos ortodoxos con narices en forma de gancho sentadas en sacos de oro. Este tanque ha enfurecido a varias asociaciones judías, incluido el Comité Coordinador de Organizaciones Judías de Bélgica (CCOJB) y el Forum der Joodse Organisaties (FJO). Durante este desfile, también se pudo ver a los participantes vistiendo la capucha y el vestido blanco de los miembros del Ku Klux Klan, y otros con las caras negras.[cita requerida]
La Comisión Europea ha declarado que es "impensable que esto siga siendo visible en Europa, 74 años después del Holocausto". Las organizaciones solicitaron a la UNESCO que retirara el Carnival of Alost de la Lista del Patrimonio Cultural Inmaterial que tiene en cuenta los derechos humanos, lo cual se hizo efectivo el 13 de diciembre de 2019, cuando la Unesco anunció que el carnaval ya no cumplía con sus criterios, por lo que se decidió eliminarlo de la lista representativa del patrimonio cultural inmaterial de la humanidad.
La UNESCO recuerda también que este carnaval se inscribió en 2010 en la lista representativa del patrimonio cultural inmaterial de la humanidad, como lo es también la cultura de la cerveza en Bélgica desde 2017 y que el espíritu de sátira del Carnaval de Aalst y la libertad de expresión no pueden servir como una pantalla para tales manifestaciones de odio.  "Más allá de los valores de respeto y Estas caricaturas indecentes van en contra incluso de los principios fundadores de la herencia intangible de la humanidad", dijo Ernesto Ottone Ramírez, subdirector de cultura, citado en el comunicado. Desde su inscripción, el carnaval de Aalst ha exhibido en varias ocasiones mensajes, imágenes y representaciones que pueden considerarse dentro y fuera de la comunidad como alentadores estereotipos, burlándose de ciertos grupos e insultando los recuerdos de experiencias históricas dolorosas que incluyen genocidio, esclavitud y segregación racial. Estos actos, intencionales o no, contradicen los requisitos de respeto mutuo entre comunidades, grupos e individuos. El carnaval de Aalst ya no cumple los criterio Unesco.

## Imágenes

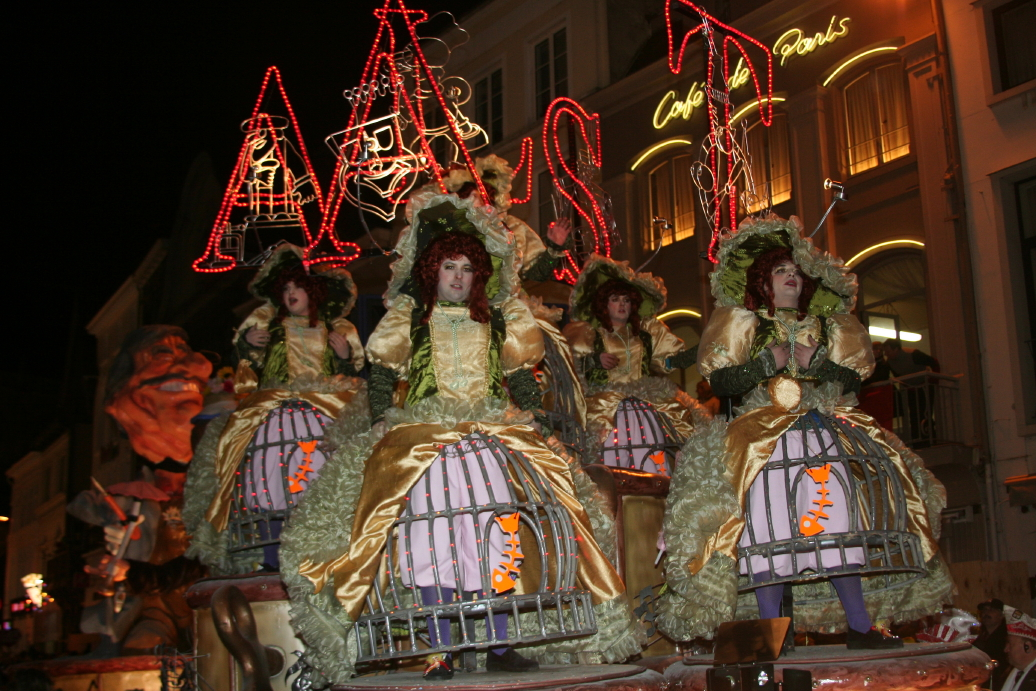
Carnaval de Alost en 2007.
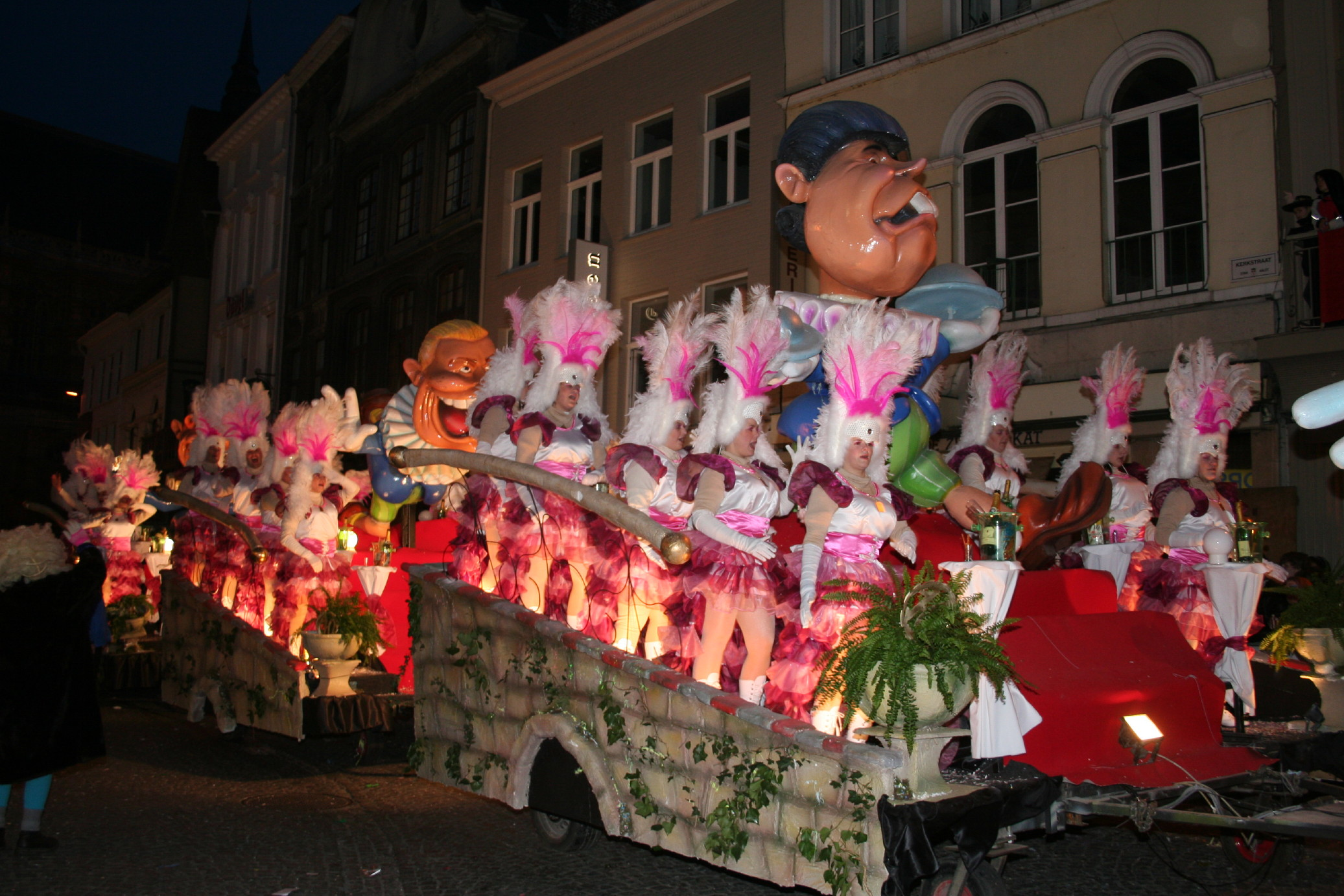
Carnaval de Alost en 2008.
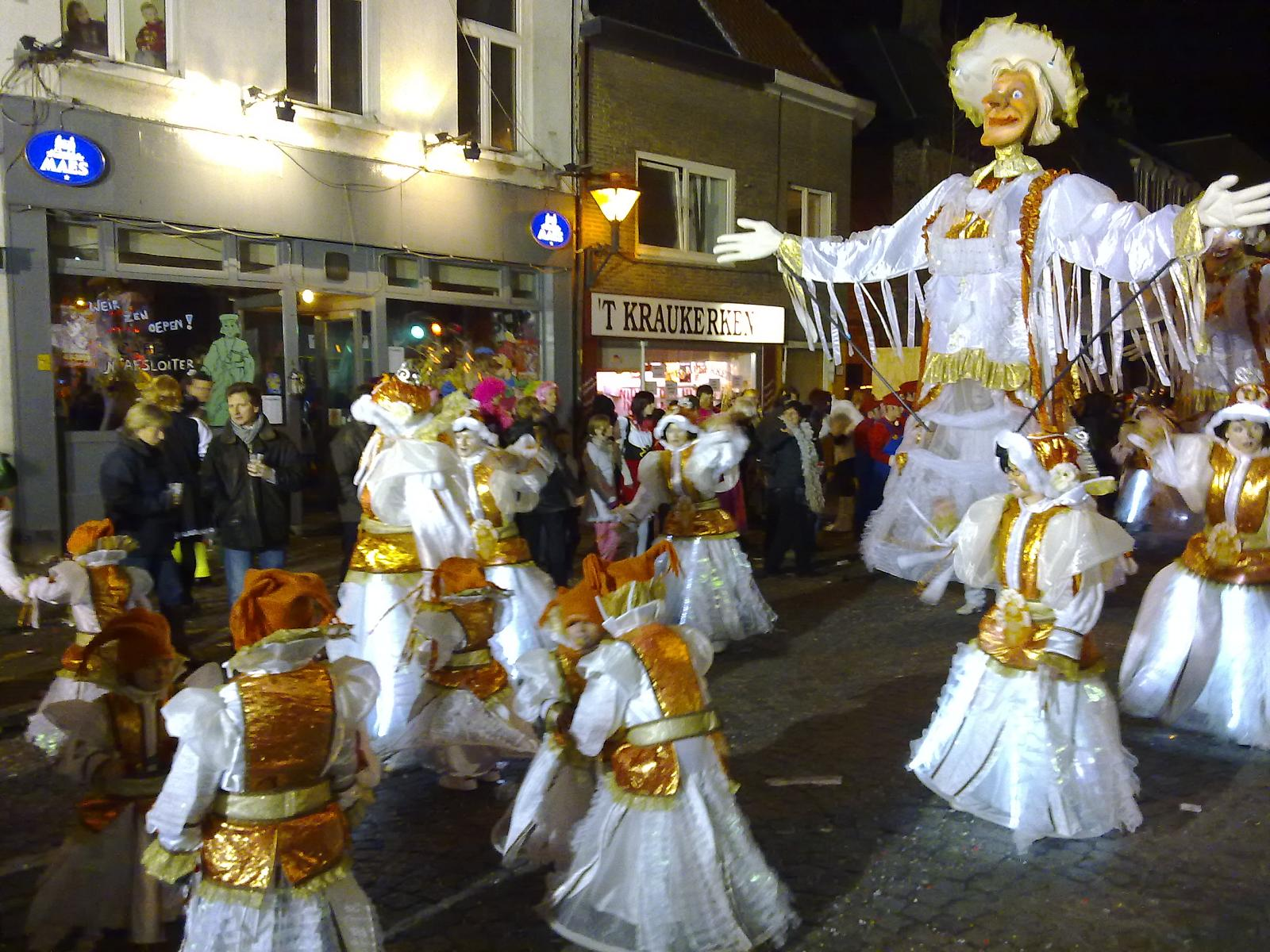
Carnaval de Alost en 2009.